# Cláudio Alexandre de Oliveira
Cláudio Roberto Boaventura mais conhecido como Claudinho (Mandaguari, 5 de Novembro de 1976) é um ex-futebolista brasileiro que atuava como volante.
Claudinho atuou em diversos clubes brasileiros como Bragantino, Fluminense e Ponte Preta além do Al-Nasr dos Emirados Árabes Unidos. Participou também do Campeonato Mundial de Futebol Sub-20 de 1995 pela Seleção Brasileira, que terminou com o vice-campeonato.
Se aposentou do futebol no ano de 2009, aos 33 anos de idade e atuando no Al-Nasr.